# Bo Ljungberg (konstnär)

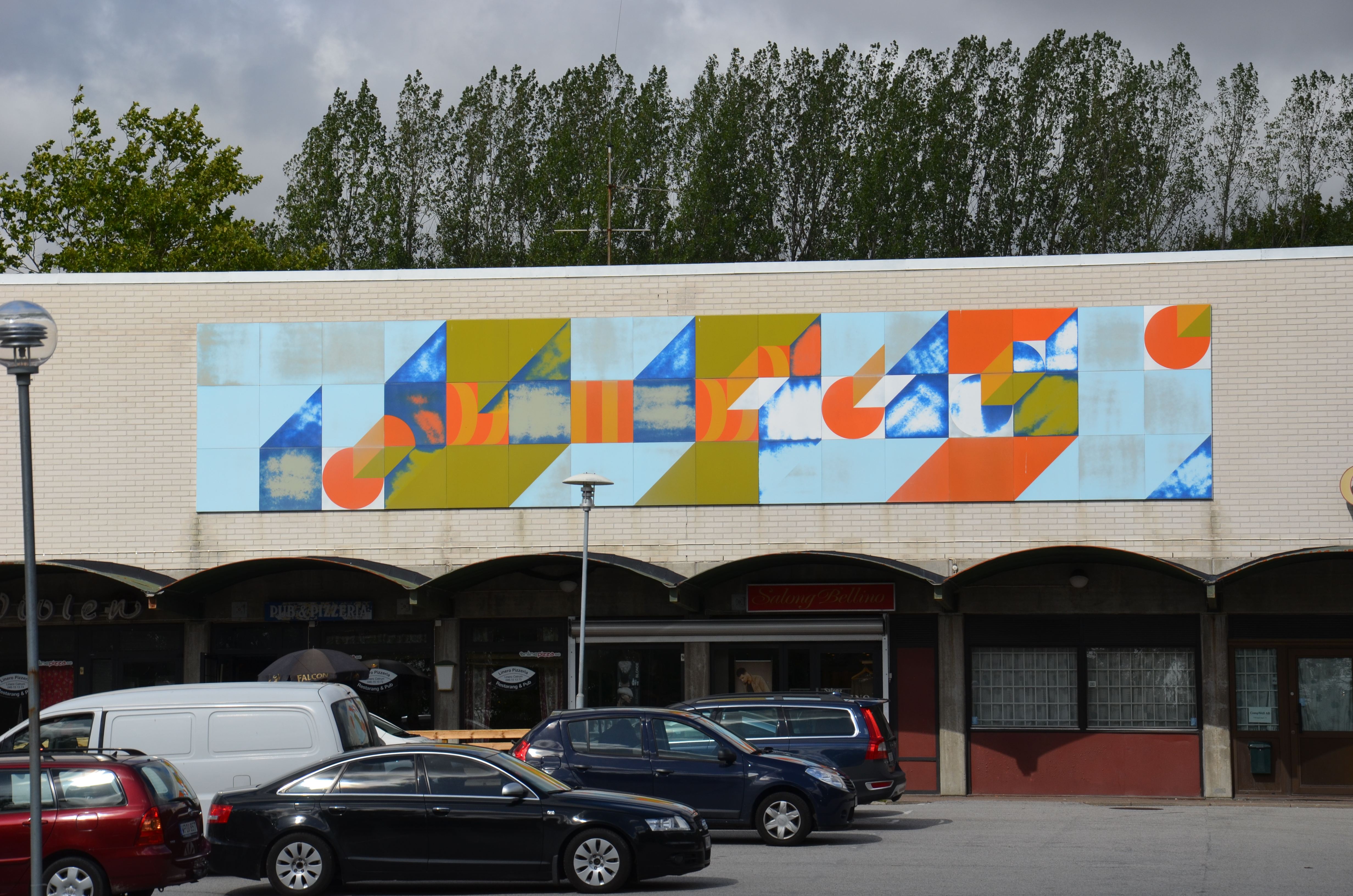
Konstverket Kuber i förvandling av Beck & Jung vid centrumhuset på Linero i Lund

Bo Ljungberg, född 14 april 1939 i Lund, död 10 augusti 2007 i Torekov, var en svensk ingenjör, tecknare, målare och datorgrafiker.
Han var son till gjutmästaren Folke Ljungberg och Ester Jensen och från 1979 gift med Susanna Aspegren. Han började studera till byggnadsingenjör i Malmö 1961 och gjorde ett uppehåll för värnplikten i Karlskrona 1962. Därefter började han läsa matematik vid Lunds universitet, men avbröt studierna och började istället arbeta på ett mudderverk i Luleå och därefter på ett ritkontor i Stockholm där han fick användning för sina kunskaper i byggnadsteknik. Han återvände till Lund 1965 och återupptog då kontakten med sin barndomsvän Holger Bäckström. Tillsammans byggde de om ett gammalt båthus till sin första gemensamma ateljé där de successivt utvecklade ett gemensamt konstprojekt under namnet Beck & Jung. Med hjälp av en datamaskin och ett eget bildalfabet utförde Ljungberg tillsammans med Bäckström konkreta bilder med geometriska former som kan kombineras till ett oändligt antal nya bilder i datorn. Han räknas som en av de stora pionjärerna inom datakonsten. Separat eller som Beck & Jung har han ställt ut i bland annat New York, Chicago, Los Angeles, Basel, Köpenhamn och Milwaukee. Efter att Bäckström avled 1997, flyttade Ljungberg till Torekov, vilket resulterade i ett samarbete med Jesper Aspegren Mötesplats Bjärehalvön. Tillsammans med Nils Pihl gav han ut boken Torekov, Människorna Byn Naturen. Han tilldelades Lunds kommuns kulturstipendium 1972. Ljungberg är representerad ensam eller som del av Beck & Jung vid Cooper-Hewitt museum i New York, Gruenenbaum i Los Angeles, Kunsthalle i Rostock, Museum of Modern Art i San Francisco, Konstmuseet i Budapest, Göteborgs konstmuseum, Moderna museet, Nationalmuseum, Institut Tessin, Museum Ludwig i Köln, The National Museum of Modern Art i Tokyo och Milwaukee Art Museum.